# Priječani
Priječani (en serbe cyrillique : Пријечани) est une localité de Bosnie-Herzégovine. Elle est située sur le territoire de la ville de Banja Luka et dans la république serbe de Bosnie. Selon les premiers résultats du recensement bosnien de 2013, elle compte 2 101 habitants.

## Géographie

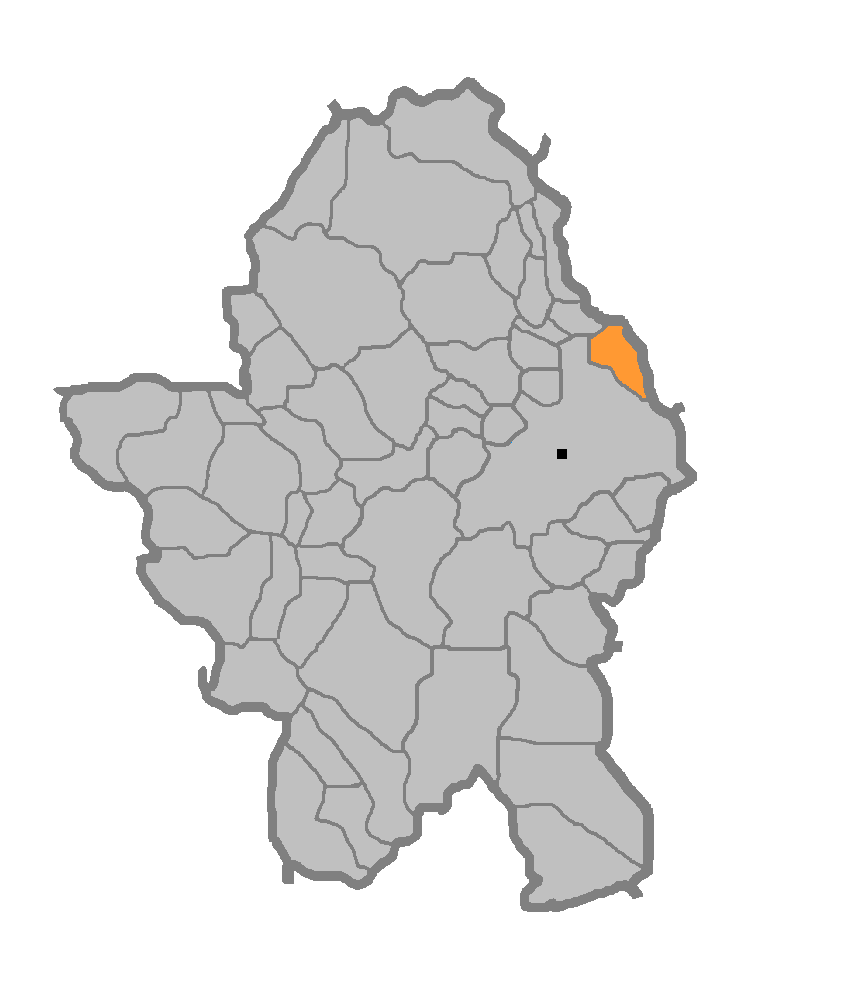
Localisation de la communauté locale de Priječani dans la ville de Banja Luka

Le village est situé au nord-est de Banja Luka, au bord de la rivière Vrbas, un affluent droit de la Save.

## Démographie

### Évolution historique de la population dans la localité
| 1948 | 1953 | 1961 | 1971 | 1981 | 1991 | 2013  |
| ---- | ---- | ---- | ---- | ---- | ---- | ----- |
| -    | -    | 678  | 825  | 877  | 840  | 2 101 |

|  |